# 彰化縣田中鎮明禮國民小學
彰化縣田中鎮明禮國民小學，簡稱明禮國小，是位於臺灣彰化縣田中鎮的學校。面積1.7公頃，1962年籌設，學區包含三民、三光、大社三個里，創校於1943年。

## 沿革
1943年於現在田中鎮北路里處，設立「田中北國民學校」，學區包括今日頂潭、中潭、龍潭、三民、三光、大社等六個里，日本人永江仟吾任創校校長。1945年校名改為「台中縣立田中第三國民學校」，1950年改為「彰化縣田中第三國民學校」。政府派孫水波先生接任戰後第一任校長。陳銅銘先生（時任鎮民代表）有鑑於三民、三光、大社三里學童長途跋涉上學不易首倡力爭遷校，經謝樹生鎮長首肯以地方捐獻校地，鎮公所負責建校為條件，同意遷校。遷校決議後，由三光里代表陳銅銘和里長陳樹中、三民里代表陳三福和里長陳忠、大社里代表盧雲奇和里長盧雲安等組成遷建委員會，籌募校地經費購置近一甲土地交由鎮公所興建校舍，並於1950年10月8日落成，正式奉政府准遷校於現址上課，校名仍沿用田中第三國民學校，直到1953年9月1日易名為「田中鎮明禮國民學校」，1968年8月1日實施九年國民教育，並改制為「田中鎮明禮國民小學」。

## 歷任校長
以下資料來自於《田中鎮志》與明禮國小官網：
| 屆次 | 姓名   | 任期                        |
| ---- | ------ | --------------------------- |
| 01   | 永江仟 | 1943年4月1日〜1945年4月1日  |
| 02   | 孫水波 | 1945年4月4日〜1946年9月30日 |
| 03   | 翁錫平 | 1946年9月30日〜1947年9月3日 |
| 04   | 陳成章 | 1947年9月3日〜1951年7月7日  |
| 05   | 簡慶瑞 | 1951年7月7日〜1962年4月1日  |
| 06   | 楊惠昭 | 1962年6月23日〜1970年1月1日 |
| 07   | 陳允成 | 1970年1月1日〜1978年8月1日  |
| 08   | 許永賢 | 1978年9月6日〜1985年3月7日  |
| 09   | 賴宗寶 | 1985年3月7日〜1994年3月1日  |
| 10   | 劉金志 | 1994年8月18日〜2001年8月1日 |
| 11   | 呂德雄 | 2001年8月1日〜2004年8月1日  |
| 12   | 楊石成 | 2004年8月1日〜2010年8月1日  |
| 13   | 周憲徵 | 2010年8月1日〜2017年8月1日  |
| 14   | 邱鈺清 | 2017年8月1日〜2023年7月31日 |
| 15   | 洪士訓 | 2023年8月1日〜迄今          |

## 特色
明禮國小陶笛團成立於2001年，培訓中、高年級學生熟習樂曲，推行三好校園，將「做好事、說好話、存好心」帶入課程與活動中。

## 文化資產／校園景觀
風雨球場為跨距鋼構建築，學區共享運動場域
； ML貓米閱世界是師生學習糧倉；與田中窯合作，讓畢業生製作版畫，並裝置於校園中。